# Elecciones a las Cortes de Castilla y León de 2015
Las elecciones a las Cortes de Castilla y León de 2015, que dieron lugar a la ix legislatura, se celebraron el 24 de mayo de dicho año, en el marco de las elecciones autonómicas de España de 2015.
Fueron convocadas por el presidente de la Junta de Castilla y León, Juan Vicente Herrera, el 31 de marzo de 2015 mediante la publicación en el Boletín Oficial de Castilla y León del Decreto 1/2015, de 30 de marzo, del Presidente de la Junta de Castilla y León,
por el que se convocan Elecciones a las Cortes de Castilla y León, en cumplimiento de la disposición adicional quinta de la Ley Orgánica 5/1985, de 19 de junio, del Régimen Electoral General, y del Estatuto de Autonomía castellano y leonés.

## Reparto de escaños por circunscripción
El reparto de procuradores por circunscripción, que corresponde con cada provincia, es el siguiente:
| Reparto de escaños por circunscripciones |        |      |          |           |         |       |            |        |       |
| Ávila                                    | Burgos | León | Palencia | Salamanca | Segovia | Soria | Valladolid | Zamora | Total |
| 7                                        | 11     | 14   | 7        | 11        | 7       | 5     | 15         | 7      | 84    |
|                                          |        |      |          |           |         |       |            |        |       |

## Encuestas y estudios

### Sondeos publicados el día de las elecciones
| Sondeo                                                                                               | Sondeo     | PP      | PSOE    | IU-Equo | UPL    | UPyD   | Podemos | C's    | Otros  | En blanco |
| Sondeo                                                                                               | Sondeo     |         |         |         |        |        |         |        | Otros  | En blanco |
| 2011                                                                                                 |            |         |         |         |        |        |         |        |        |           |
| Elecciones a las Cortes 22 de mayo 1 462 397 votantes (67,50 % del censo)                            | Porcentaje | 51,55 % | 29,68 % | 4,87 %  | 1,86 % | 3,28 % | -       | -      | 3,57 % | 3,28 %    |
| Elecciones a las Cortes 22 de mayo 1 462 397 votantes (67,50 % del censo)                            | Escaños    | 53      | 29      | 1       | 1      | 0      | -       | -      | 0      | -         |
| 2013                                                                                                 |            |         |         |         |        |        |         |        |        |           |
| NC Report Noviembre Muestras desconocidas, margen de error ±? %                                      | Porcentaje | -       | -       | -       | -      | -      | -       | -      | -      | -         |
| NC Report Noviembre Muestras desconocidas, margen de error ±? %                                      | Escaños    | 43-44   | 25-26   | 6-7     | 2-3    | 5-6    | -       | -      | -      | -         |
| 2014                                                                                                 |            |         |         |         |        |        |         |        |        |           |
| Llorente & Cuenca Octubre A partir de barómetros del CIS                                             | Porcentaje | -       | -       | -       | -      | -      | -       | -      | -      | -         |
| Llorente & Cuenca Octubre A partir de barómetros del CIS                                             | Escaños    | 38-40   | 23-25   | 2-3     | 2      | 4      | 10-16   | -      | -      | -         |
| 2015                                                                                                 |            |         |         |         |        |        |         |        |        |           |
| Pnyx Consultores Febrero 2000 muestras, margen de error ±? %                                         | Porcentaje | -       | -       | -       | -      | -      | -       | -      | -      | -         |
| Pnyx Consultores Febrero 2000 muestras, margen de error ±? %                                         | Escaños    | 40-43   | 24      | 1       | 1      | 3      | 10-12   | 2      | -      | -         |
| Sigma dos 12-24 de marzo 2200 muestras, margen de error ±2,13 %                                      | Porcentaje | 39,6 %  | 22,2 %  | 5,6 %   | 1,3 %  | -      | 13,8 %  | 13,3 % | 4,2 %  | -         |
| Sigma dos 12-24 de marzo 2200 muestras, margen de error ±2,13 %                                      | Escaños    | 39-43   | 21-23   | 1       | 1      | -      | 9-11    | 9-10   | -      | -         |
| NC Report 4-20 de marzo 1800 muestras, margen de error ±2,4 %                                        | Porcentaje | 39,3 %  | 23,8 %  | 4,3 %   | 1,7 %  | 1,4 %  | 12,7 %  | 14,1 % | 2,7 %  | -         |
| NC Report 4-20 de marzo 1800 muestras, margen de error ±2,4 %                                        | Escaños    | 38-43   | 22-24   | 0-1     | 0-1    | 0      | 8-10    | 10-11  | -      | -         |
| Celeste-Tel 22-30 de abril 2700 muestras, margen de error ±1,9 %                                     | Porcentaje | 44,3 %  | 25,0 %  | 4,6 %   | 2,2 %  | -      | 7,3 %   | 12,8 % | -      | -         |
| Celeste-Tel 22-30 de abril 2700 muestras, margen de error ±1,9 %                                     | Escaños    | 44      | 24      | 1       | 1      | 0      | 4       | 10     | -      | -         |
| Centro de Investigaciones Sociológicas 23 de marzo-19 de abril 2989 muestras, margen de error ±1,8 % | Porcentaje | 40,9 %  | 22,9 %  | 3,8 %   | 1,8 %  | 2,0 %  | 10,3 %  | 11,1 % | 3,2 %  | 3,9 %     |
| Centro de Investigaciones Sociológicas 23 de marzo-19 de abril 2989 muestras, margen de error ±1,8 % | Escaños    | 43-44   | 20-21   | 1       | 1      | 0      | 8-10    | 9      | -      | -         |
| Madison MK 29 de abril-6 de mayo 1906 muestras, margen de error ±2,18 %                              | Porcentaje | 38,9 %  | 22,5 %  | 5,7 %   | 1,7 %  | -      | 10,4 %  | 13,2 % | 7,6 %  |           |
| Madison MK 29 de abril-6 de mayo 1906 muestras, margen de error ±2,18 %                              | Escaños    | 40-43   | 22-23   | 1       | 1      | 0      | 6-8     | 10-12  | -      | -         |
| GAD3 13 de abril-14 de mayo 550 muestras, margen de error ±4,5%                                      | Porcentaje | 39,2 %  | 24,5 %  | 4,2 %   | 0,6 %  | 0,9 %  | 11,8 %  | 13,5 % | 1,2 %  | 4,2 %     |
| GAD3 13 de abril-14 de mayo 550 muestras, margen de error ±4,5%                                      | Escaños    | 39-41   | 22-24   | 1       | 0-1    | 0      | 10-11   | 11-12  | -      | -         |

El día de las elecciones, tras el cierre de las urnas, a las 20:00 horas, 'GAD3' publicó en 'Antena 3' los resultados en escaños de las encuestas que había venido realizando durante las dos últimas semanas. 
| Instituto | Medio de publicación | Fecha      | Hora  |       |       |      |      |   | Unión del Pueblo Leonés |
| --------- | -------------------- | ---------- | ----- | ----- | ----- | ---- | ---- | - | ----------------------- |
| GAD3      | Antena3              | 24/05/2015 | 20:00 | 39-42 | 23-25 | 8-10 | 8-10 | 1 | 0-1                     |

### Investigaciones sobre la campaña electoral en línea
Según un estudio de la Universidad de Valladolid y la Universidad Complutense los partidos políticos de Castilla y León apenas explotaron el potencial de internet para sus campañas electorales en línea, pues no fomentaron el debate entre el electorado ni respondieron a los comentarios de los usuarios de sus páginas web, por lo que concluye que las formaciones políticas manifestaron un escaso Compromiso Político 2.0 .

## Listas de candidaturas y resultados globales
| ← Elecciones a las Cortes de Castilla y León de 2015 →     | |                            |           |                        |                        |
| Nombre de la candidatura                                   | Listas proclamadas | Candidato a la presidencia | Votos     | %                      | Procuradores           |
| Partido Popular                                            | Candidatura del PP en la provincia de Ávila1. Alicia García Rodríguez 2. José Manuel Fernández Santiago 3. Vidal Galicia Jaramillo 4. María Victoria Moreno Saugar 5. Pedro José Pascual Muñoz 6. María del Sol Montalvo Prieto 7. David Beltrán Martín Suplentes: Carmen Calleja Seco, Diego Díez López y Antonio Jiménez Herráez Candidatura del PP en la provincia de Burgos1. Juan Vicente Herrera Campo 2. Ángel Mariano Ibáñez Hernando 3. Virginia Arnáiz González 4. Irene Cortés Calvo 5. Alejandro Vázquez Ramos 6. José Máximo López Vilaboa 7. María Pilar Martínez López 8. Arturo Pascual Marina 9. Marta Pilar Arroyo Ortega 10. Mónica García Aparicio 11. Ana Isabel Ruiz García Suplentes: Inmaculada Sierra Vecilla, Juan Manuel Romo Herrería y María Cristina Barragán Martínez Candidatura del PP en la provincia de León1. Antonio Silván Rodríguez 2. María Mar González Pereda 3. Ana Rosa Sopeña Ballina 4. José Manuel Otero Merayo 5. Manuel García Martínez 6. María Victoria Seco Fernández 7. Porfirio Díez Casado 8. Noelia Álvarez Díez 9. Javier Santiago Vélez 10. Sonia García Pozo 11. Beatriz Coelho Luna 12. Francisco Fernando Herrero Blanco 13. Cristian López López 14. María Inmaculada Miguélez Rodríguez 15. Suplentes: Javier Guzmán Goyanes, Elena Silva Rosendo y Jorge Manuel Cebrián Prieto Candidatura del PP en la provincia de Palencia1. Carlos Javier Amando Fernández Carriedo 2. Milagros Marcos Ortega 3. Juan Jesús Blanco Muñiz 4. Jorge Domingo Martínez Antolín 5. Rosa Isabel Cuesta Cofreces 6. Miguel Ángel Paniagua Núñez 7. Naica Vega Jiménez Suplentes: Carlos Sierra de los Mozos, Gema María del Olmo Diego y Roberto Martín Casado Candidatura del PP en la provincia de Salamanca1. María Josefa García Cirac 2. Alfonso Fernando Fernández Mañueco 3. María Lourdes Villoria López 4. Salvador Cruz García 5. Francisco Julián Ramos Manzano 6. María Concepción Miguélez Simón 7. César Luis Gómez-Barthe Celada 8. Purificación Pozo García 9. David Mingo Pérez 10. Marcos Iglesias Caridad 11. María Isabel Sánchez Bernal 12. Suplentes. Afra Lerma Torres, Andrés García Corchado y Olga Arranz Lechosa Candidatura del PP en la provincia de Segovia1. Silvia Clemente Municio 2. Juan José Sanz Vitorio 3. José María Bravo Gozalo 4. María Ángeles García Herrero 5. Raquel Sanz Lobo 6. Sara Dueñas Herranz 7. Jaime Juan Rodríguez Lozano Suplentes: Juan Manuel Martínez Marín, Laura Muñoz Recellado y José Antonio García Gil Candidatura del PP en la provincia de Soria1. María del Mar Angulo Martínez 2. Jesús Alonso Romero 3. Pedro Antonio Heras Jiménez 4. María Ascensión Pérez Gómez 5. Ángel Molina Morate Suplentes: Rafael San Quirico Ramos, Francisco Javier Alonso Omeñaca y María Begoña Ligos del Río Candidatura del PP en la provincia de Valladolid1. Ramiro Felipe Ruiz Medrano 2. José Antonio de Santiago-Juárez López 3. María del Pilar del Olmo Moro 4. Alfonso Ángel Centeno Trigos 5. María de Diego Durántez 6. Raúl de la Hoz Quintano 7. Alfonso José García Vicente 8. Eduardo Carazo Hermoso 9. Marta Maroto del Olmo 10. María Paloma Vallejo Quevedo 11. María Ángeles Porres Ortún 12. Luis Mariano Minguela Muñoz 13. Eduardo Marcos Pérez 14. José Antonio Otero Parra 15. Rosa María Serrano Alonso Suplentes: Ana Isabel Pita Esgueva, María de la Merced Delgado Ortega y Guzmán Gómez Alonso Candidatura del PP en la provincia de Zamora1. Rosa María Valdeón Santiago 2. Óscar Reguera Acevedo 3. Emilio José Cabadas Cifuentes 4. María Isabel Blanco Llamas 5. María Manuela Crespo Calles 6. María del Rosario Rodríguez López 7. Gaspar Corrales Tabera Suplentes: Fernando Martínez-Maíllo Toribio, Araceli Alonso Bragado y Luis Hernández Martín | Juan Vicente Herrera       | 514 301   | 37,73                  | 42                     |
| Partido Socialista Obrero Español                          | Candidatura del PSOE en la provincia de Ávila1. Mercedes Martín Juárez 2. Juan Carlos Montero Muñoz 3. María Virginia Parra Garrosa 4. Francisco Jiménez Ramos 5. Silvia Llamas Aróstegui 6. Francisco León Gómez 7. Ana Isabel Zurdo Manso Suplentes: Víctor Morugij Sintschillo, Visitación Pérez Blázquez y Francisco Javier Hernández Moreno Candidatura del PSOE en la provincia de Burgos1. Luis Tudanca Fernández 2. Virginia Jiménez Campano 3. Luis Briones Martínez 4. Silvia Adrián Pérez 5. Eugenio Cristóbal Cabrejas Olalde 6. María Asunción Velasco Cuesta 7. Severino Hermosilla Fernández 8. María Ángeles López Sánchez 9. Dan Ortiz González 10. Blanca Luisa Carpintero Santamaría 11. Eduardo Martín Ortiz Suplentes: María Luz Eguíluz Ozalla, Alberto Azofra Pardo y María Carmen Miravalles García Candidatura del PSOE en la provincia de León1. Celestino Rodríguez Rubio 2. Gloria María Acevedo Rodríguez 3. Óscar Álvarez Domínguez 4. María Josefa Díaz-Caneja Fernández 5. Álvaro Lora Cumplido 6. María Montserrat Álvarez Velasco 7. Lorenzo Tomás Gallego García 8. Nuria Díaz de Geras Rodríguez 9. Antonio Lozano Andrés 10. Victorina Alonso Fernández 11. José Pellitero Álvarez 12. Gregoria Manjón Chana 13. Antonio Fernández Diñeiro 14. María Esmeralda Baz Peral 15. Candidatura del PSOE en la provincia de Palencia1. Jesús Guerrero Arroyo 2. María Consolación Pablos Labajo 3. Fidel González Varas 4. María Arantzazu Oblanca Colinas 5. Francisco Javier Fernández Miguel 6. Ana Ssabel Valbuena Rodríguez 7. Antonio Ángel Casas Simón Suplentes: Belinda Mencía Solla, Óscar Ciprés Noguera y Judith López Infante Candidatura del PSOE en la provincia de Salamanca1. Fernando Pablos Romo 2. Ana María Muñoz de la Peña González 3. Juan Luis Cepa Álvarez 4. Rosa López Alonso 5. Mario Cavero Martín 6. Rosa Rubio Martín 7. Marino Pérez García 8. Inés Sánchez Pablos 9. Alejandro Rodríguez García 10. Marina Marín Gallego 11. Rafael Sierra Paniagua Suplentes: Eider Arriaga Andonegui, José María Barbero Cruz y Elena García Martín Candidatura del PSOE en la provincia de Segovia1. José Luis Aceves Galindo 2. Ana María Agudíez Calvo 3. Carlos Fraile de Benito 4. Alicia Palomo Sebastián 5. José Luis Vázquez Fernández 6. María del Lirio Martín García 7. Alberto Peñas del Barrio Suplentes: Andrea Carrascal Miralles, Ángel Llorente Maroto y Ascensión Arribas Herguedas Candidatura del PSOE en la provincia de Soria1. Esther Pérez Pérez 2. Ángel Hernández Martínez 3. Virginia Barcones Sanz 4. Isaac Izquierdo Gonzalo 5. Olga Domínguez Bartolomé Suplentes: José Antonio de Miguel Camarero, María Iris Alonso Pascual y Carlos Martínez Mínguez Candidatura del PSOE en la provincia de Valladolid1. José Javier Izquierdo Roncero 2. Marta Olmedo Palencia 3. José Francisco Martín Martínez 4. Laura Pelegrina Cortijo 5. Pedro González Reglero 6. Raquel Alonso Arévalo 7. Manuel García González 8. Claudia Ortega Galván 9. Manuel Escarda Escarda 10. Elisa Patricia Gómez Urbán 11. Jesús Bazán Puertas 12. María Jesús Fromesta Ruiz 13. Jorge Félix Alonso Díez 14. Elena Pérez Martínez 15. Jesús Quijano González Suplentes: José Constantino Nalda García, María Concepción Bragado Juez y Juan Antonio Arévalo Santiago Candidatura del PSOE en la provincia de Zamora1. Ana Sánchez Hernández 2. José Ignacio Martín Benito 3. Sandra Veleda Franganillo 4. Eduardo Folgado Becerra 5. María Remedios Fernández Pomeda 6. Julio Hueso Rojo 7. María Inmaculada García Rioja Suplentes: José Manuel Chimeno Lois, Amelia García Rivera y Francisco Javier Álvarez González | Luis Tudanca               | 353 575   | 25,94                  | 25                     |
| Podemos                                                    | Candidatura de Podemos en la provincia de Ávila1. Ana Pacios Bello 2. Fernando Javier Román Fernández 3. Manuela Valadés Feito 4. Óscar Gregorio Jiménez Rodríguez 5. Lorena Martín Álvarez 6. Diego Hernández Gil 7. Layla San Segundo González Suplentes: Santiago Antonio Izquierdo Barrio, Justa Marlen Álvarez Mera y Víctor Manuel García Muñoz Candidatura de Podemos en la provincia de Burgos1. Pedro María de Palacio Maguregui 2. Laura Domínguez Arroyo 3. Félix Díez Romero 4. Berta Pérez Miguel 5. Carlos Enrique Arranz Ballano 6. Mónica Gutiérrez Casado 7. Jorge Lamana Vicente 8. María Belén Lanuza Cabañero 9. Santiago José Baos Suárez 10. Alba Calvo San Juan 11. Diego Pérez Motos Suplentes: María Teresa Sanjuan Antón, Rafael López Marcos y Olga Herrero García Candidatura de Podemos en la provincia de León1. Juan Pablo Fernández Santos 2. Lorena González Guerrero 3. Plácido Martínez Mayán 4. Nuria Morla Casado 5. Javier Voces Vega 6. Ana María Guzmán Galindo 7. Alfonso Miguel Pérez Urbano 8. Débora Crespo Rodríguez 9. David Carracedo García 10. María Antonia Hernández Pérez 11. Jesús Gallego Tostón 12. Ana María Álvarez Martínez 13. Raúl Fuentes Carro 14. Marta Isabel de Castro Quiroga Suplentes: Enrique López Manzano, Raquel Cueto de la Iglesia y Jesús García Bruzos. Candidatura de Podemos en la provincia de Palencia1. Ricardo López Prieto 2. Jennifer del Río Moreno 3. Víctor Rodríguez Martínez 4. Alba Calderón Les 5. Iván Lafuente Moje 6. Almudena Aguilera Rica 7. Fernando Martín Rodríguez Suplentes: Sandra Peña Blanco, José Gabriel Zurbano Melero y Encarnación Vicente Campos Candidatura de Podemos en la provincia de Salamanca1. Isabel Muñoz Sánchez 2. José Celedonio Delgado Sánchez 3. Elvira Lichte Borrero 4. Alejandro Recio Sastre 5. Emilia Sánchez García 6. Jesús Núñez Paniagua 7. María Ángeles Pérez Nieto 8. José Francisco de Paz Uzquiano 9. María Arnáiz Rodríguez 10. Fernando Gil Villa 11. Orialis Puente Cos Suplentes: Antobio Luis Caravantes Cuerpo, María Isana García de Álvaro y Francisco Javier Coco Domínguez Candidatura de Podemos en la provincia de Segovia1. Natalia del Barrio Jiménez 2. Raúl Martín Vela 3. María Soledad Alba Monfort 4. Rubén Arranz González 5. Paula de Andrés Garrido 6. Daniel Gómez Jiménez 7. María Jesús Valverde Santo Domingo Suplentes: Juan Manuel Lafora Maside, María Carmen Martín Arranz y Carlos Hernández Rodríguez Candidatura de Podemos en la provincia de Soria1. José Luis Sanjuán García 2. María José Marco Llorente 3. Antonio Gonzalo Martín 4. Blanca Luz Martínez Redondo 5. Jorge Juan Ramiro Alcántara Suplentes: María Soledad Pérez García, Sergio Barajas González y Águeda Arroyo Revilla Candidatura de Podemos en la provincia de Valladolid1. Carlos Eduardo Chávez Muñoz 2. Adela Pascual Álvarez 3. Sergio de la Torre Muñoz 4. Silvia Mateo Vega 5. Andrés Iván Dueñas Castrillo 6. Beatriz Revilla San Miguel 7. Daniel García del Blanco 8. Elena Begué Aguado 9. Óscar Velasco Prieto 10. Nerea García San José 11. Abdul Gadiri Diallo Bah 12. María Sonia Arranz Laiz 13. Modesto Fernando González Cimadevilla 14. María Teresa Hernández Tocino 15 .Juan Francisco Cosido Cobos Suplentes: Sonia Lozano González, Alfonso Blanco Ojeda y Lara González González Candidatura de Podemos en la provincia de Zamora1. María Josefa Rodríguez Tobal 2. David Manuel Caramazana Pardo 3. María Irene Mateos del Río 4. Alejandro Rodríguez Pérez 5. Carmen María de Juan Saura 6. Pablo Cardoso Saunier e 7. María Belén Esteban Alonso Suplentes: Luis Miguel Alcón Bueno, Argelina Fernández Lera y Fernando Barrio Álvarez                                                                         | Pablo Fernández            | 165 475   | 12,14                  | 10                     |
| Ciudadanos- Partido de la Ciudadanía                       | Candidatura de Cs en la provincia de Ávila1. María Belén Rosado Diago 2. Miguel Luis Jiménez Rodríguez 3. Margarita María López Pérez 4. Pedro Sierra Gil 5. Beatriz Gallego Martín 6. Pedro Cabrero García 7. Ana María Martín Fernández Suplentes: Manuel Alonso Jiménez, Yolanda San Segundo del Peso y Jonatan Rosillo Salinas Candidatura de Cs en la provincia de Burgos1. José Ignacio Delgado Palacios 2. Julián Ruiz Navazo 3. Elia Salinero Ontoso 4. Eva María Tapia Berlanga 5. Ernesto Ruiz Leivar 6. Susana Lagos Torres 7. Francisco Javier Hermosilla González 8. Pablo Calvo Andrés 9. Beatriz Esteban Gómez 10. Rodolgo Cuesta López de Castro 11. Elena Divina Martín Marín Suplentes: Javier Fernández Gil Varona, José María Fernández García y Julita Gloria Álvarez Alonso Candidatura de Cs en la provincia de León1. Manuel Mitadiel Martínez 2. Santiago Álvarez López 3. Jacobo Bruned Hidalgo 4. María José Martín Sánchez 5. Natalia Vidal Fernández 6. Antonio Viñuela Antolín 7. Juan Carlos Cortina Pascual 8. Ana María Guada Sanz 9. Lorenzo López Trigal 10. Cristina Cueto Sáncchez 11. Ana Belén Alonso López 12. José Cristóbal Souto Frade 13. Eva Fierro Martínez 14. David de la Hoz Gordón Suplentes: Gemma Villarroel Fernández, Sadat Maraña Robles y Enrique Mendoza Díaz Candidatura de Cs en la provincia de Palencia1. Francisco Cuadrado Lobera 2. Enrique Víctor Rivero Ortaga 3. María Celia Fiñana Guzmán 4. Francisco Ifea Arisqueta 5. María Mercedes Martín Marcos 6. José Luis Castañeda Díez 7. María de los Reyes Fernández García Suplentes: Eugenio Bravo García, María del Carmen Brasa Andrés y Juan Cruz Vidal Carazo Candidatura de Cs en la provincia de Salamanca1. David Castaño Sequeros 2. Manuel Hernández Pérez 3. Tomás Hidalgo Vicente 4. María Isabel Martín Diego 5. Marta Moreno Fernández del Campo 6. Jesús Luis de San Antonio Benito 7. Carlos Pedraz Martín 8. Ekaitz Ceballos Menchaca 9. Patricia Rodríguez Martín 10. Gemma Marcos Martín 11. Nuria Acebedo Aparicio 12. Natalia García Bernardo, Cristina Hernández Corona y Juan José Sánchez Alonso Candidatura de Cs en la provincia de Segovia1. Francisco Javier Rodríguez Recio 2. Juan Luis López Fragoso 3. Cristina Rodríguez Martín 4. María Josefa García Orejana 5. Daniel Eduardo Gómez Marquéz 6. Ignacio Máximo Avial Escobar 7. María del Socorro Cuesta Rodríguez Suplentes: David Callejo Gómez, Roberto Moreno López y Patricia Matesanz García Candidatura de Cs en la provincia de Soria1. Jesús Ciria García de la Torre 2. José Antonio de Miguel Nieto 3. Elena Robredo Jiménez-Ridruejo 4. José Luis Alonso Sanz 5. María Luisa del Barrio Gil de Gómez Suplentes: José María Alberto Mazón Mreno, María Belén Redondo Ortiz y Francisco Javier Hernández García Candidatura de Cs en la provincia de Valladolid1. Luis Fuentes Rodríguez 2. Miguel Ángel González Rodrigo 3. Pablo Yáñez González 4. María Ángeles Rincón Bajo 5. María de las Nieves Castaño García 6. Pedro Bardisa López 7. María del Pilar Vicente Tomás 8. Pablo Pombo y Díez 9. Francisco Javier Vecino González 10. Mónica Sánchez Fernández 11. Carlos Sigüenza orrado 12. Marina Mojedano Corchado 13. José Rafael Velasco Rivero 14. Isabel Jiménez Parra 15. Manuel José Oriol Soler Martínez Suplentes: Luis Antonio Baladrón Rico, María González Rodrigo y Beatriz García Fernández Candidatura de Cs en la provincia de Zamora1. Rocío Fernández Colino 2. Julián Barba Hernández 3. María Consuelo Morán Astorga 4. José Flores Bernardo 5. José Vicente Mañanes Blanco 6. Ruth Míguez Ferrero 7. Felipe Sánchez Bermejo Suplentes: Valentín Iglesias Sánchez, María de los Reyes Merchán González y Miguel Ángel Piorno Brioso                | Luis Fuentes               | 139 954   | 10,27                  | 5                      |
| Izquierda Unida-Equo Convergencia por Castilla y León      | Candidatura de IU-Equo en la provincia de Ávila1. José Alberto Novoa Nieto 2. Mónica Martínez Rivas 3. Gregorio García González 4. María Montserrat Sánchez Jiménez 5. Juan Antonio Gómez Muñoz 6. María López Casillas 7. Carlos Emilio Reviejo Hernández Suplentes: Carmen Ferreño, Carlos Martín Fernández y María Yolanda García Centeno Candidatura de IU-Equo en la provincia de Burgos1. Jorge García Velasco 2. María del Pilar Benilde Hernández Osante 3. David Rubio Acero 4. María Eugenia López Palomo 5. Gilberto Alonso Poza 6. Concepción Rollizo Sanz 7. Joaquín Sánchez Cabezas 8. Marta Rivera Alonso de Armiño 9. Javier López Simón 10. Ana García Alonso 11. Ángel Miguel Martínez Martínez Suplentes: Jesús Lizano Ureta, Nagore Capilla Renuncio y Luis García Sanz Candidatura de IU-Equo en la provincia de León1. María Pilar González Fidalgo 2. Emiliano Núñez Sáez 3. María de la Encina Vidal Suárez 4. Ricardo Rodríguez Aller 5. Margarita Luz Álvarez Cuesta 6. Ángel Núñez Blanco 7. Inés Liébana Sánchez 8. Faustino Cañizares Ruíz 9. Miryan Rodríguez San José 10. Antonio Manuel Fernández Morala 11. Tamara Lamas Pacios 12. Jesús Miguel Álvarez Rodríguez 13. María Vázquez Rodríguez 14. Enrique Javier Díez Gutiérrez 15. Susana Carballo González, Pablo García Cañón y Beatriz Meléndez Rodríguez Candidatura de IU-Equo en la provincia de Palencia1. María Isabel Martín Morán 2. Adrián Torres Maudes 3. Ana María Molina Alonso 4. Juan Luis Guzmán Cebrián 5. Lara Guardo Vázquez 6. Igor Piélagos Sierra 7. Cynthia García Rojo Suplentes: Iván Fradejas de la Vega, María del Mar López García y Pedro Solaeta Gómez Candidatura de IU-Equo en la provincia de Salamanca 1. Antonio Alejandro Martínez Prada 2. Sara Gutiérrez Hernández 3. Jesús Pérez López 4. Miriam Ruiz Arias 5. Juan José Vicente Cuesta 6. María Isabel López Blázquez 7. Manuel Choya Moreno 8. Francisco Javier Herrero Polo 9. Carolina Martín Cortijo 10. Jesús Mondón Figueredo 11. Alejandra Méndez Merino Suplentes: María Jesús Velasco Encinas, Diego Augusto Cuesta Sánchez y Joaquina Hernández Martín Candidatura de IU-Equo en la provincia de Segovia1. José Ángel Frías Calvo 2. María Dolores Soria Alameda 3. Jesús Andaluz Bravo 4. María del Carmen Cuervo Rubio 5. Óscar Arranz Olmos 6. África Martín García 7. Jonathan Herguedas Marinero Suplentes: María Josefa Santos Revuelta, Francisco Javier Santos Alcón y Lucía Amaranta Calvo López Candidatura de IU-Equo en la provincia de Soria1. Juan José Agustín Catalina Martín 2. José Antonio Marín Carazo 3. Eva Vera Delgado 4. María Estela García Domínguez 5. Manuel Madrid Castro Suplentes: Ángela Lorenzo García, Ángel Alberto Flores Gaitán y Aurora Pérez Monzón Candidatura de IU-Equo en la provincia de Valladolid1. José Sarrión Andaluz 2. Carmen Alonso Domínguez 3. Javier Nicolás Rodríguez Martín 4. María Adoración Montalvillo Gómez 5. Francisco Javier de la Rosa Gutiérrez 6. María Victoria Moyano Cantalapiedra 7. Pompeyo Velasco Fraile 8. María Esther Mínguez González 9. Enrique Seoane Modroño 10. Montserrat Crespo Samos 11. Mariano Martín Fraile 12. María Nieves Mulumer Moreda 13. Julio Pereda Alquegui 14. María de los Ángeles Casares Fuente 15. Jesús Salamanca Tejero Suplentes: María del Carmen Corbacho Ruiz, Rubén de Pedro Arroyo y Milagros Ferrín García Candidatura de IU-Equo en la provincia de Zamora1. Miguel Ángel Viñas García 2. María Seila Sánchez Ferrero 3. María Isabel Garciá Muriel 4. Mariano Martín Boyano 5. César Cocho Delacroix 6. Amalia del Consuelo Pousa Vasallo 7. Emiliano Fernández Martínez Suplentes: José Almagro Nisa, María Jesús Recio Hernández y María Eugenia Cabezas Carreras                | José Sarrión               | 56 516    | 4,15                   | 1                      |
| Unión del Pueblo Leonés                                    | Candidatura de UPL en la provincia de León1. Luis Mariano Santos Reyero 2. Valentín Martínez Redondo 3. Alicia Gallego González 4. Rosa María Quintanilla González 5. Ángel Alija Casado 6. Julio Álvaro González Rivo 7. María de la O Maroto Gutiérrez 8. Fulgencio Bandera Rodríguez 9. Sara Herrero Gutiérrez 10. Emilio Suárez García 11. Verónica Melero del Río 12. María Isabel Álvarez Fernández 13. José Blanco Furones 14. José Luis Blanco Paniagua 15. Beatriz Modino Álvarez, Ricardo Pomar Alonso e Isidoro García García Candidatura de UPL en la provincia de Zamora1. José Manuel Fernández Rodríguez 2. Felipe Díez Delgado 3. Manuel Herrero Alonso 4. Lara Gallego Vázquez 5. Pedro Morán González 6. María del Carmen Salazar Calabuig 7. José Carlos Palacios Martín Suplentes: David García López, María José González Pablos y Manuel Gutiérrez Lozano | Luis Mariano Santos Reyero | 19 176    | 1,41                   | 1                      |
| Unión, Progreso y Democracia                               | Candidatura de UPyD en la provincia de Ávila1. Isabel Romero Arévalo 2. David del Dedo Martín 3. María Paz Capa Sanz 4. Rodrigo Cargía Cabrera 5. Javier Jiménez Blázquez 6. José Vázquez Montero 7. Carmen María Rodríguez Rebollo Suplentes: Ana María Domínguez Penelas, Fernando Manzanas Arroyo y Javier Fabián Garro Candidatura de UPyD en la provincia de Burgos1. María Rosario Pérez Pardo 2. José Carlos Escolar Lázaro 3. Raquel María Sáenz de Buruaga Tomillo 4. Juan Fernando Pérez del Río 5. Agustín Delgado Bulnes 6. Raúl Escartín Rodríguez 7. Ana María Sánchez Gómez 8. Álvaro Gutiérrez Andrés 9. María Belén Tobar Conde 10. María Ángel Amo Álvarez 11. Jesús Díez Monzón Suplentes: Miguel Ángel del Hoyo Abia, Javier Barga García y Ana Mercedes Muñoz Velado Candidatura de UPyD en la provincia de León1. Esther Montañón González 2. Ana María García Fernández 3. Ramón Rodríguez Alaiz 4. Manuel Ángel Morales Escudero 5. César Morán García 6. Cristina Espinosa ÁLvarez 7. Cristina González López 8. José María Mendoza Mayo 9. José Álvarez Castro 10. Daniel Domínguez Bardal 11. María Carmen Vicario Nicolás 12. María Pilar Sánchez Riesco 13. Alberto Tomás Ruiz Martínez 14. Avelino Gómez de la Riva Suplentes. María Isabel Mayoral Díez, Graciano Ramos Flecha y Marta Espinosa Álvarez Candidatura de UPyD en la provincia de Palencia1. Jesús Curiel Herrero 2. José Ángel Martín Pérez 3. Luis Delgado Velasco 4. Aida Valcuende Díez 5. María Lourdes Bartolomé Mota 6. Arnaldo Honorino García Cancio 7. Consolación Martín Mediavilla Suplentes: María Sol Aldazábal Olea, Félix Ruiz Requies y Francisco Javier Gómez Cobo Candidatura de UPyD en la provincia de Salamanca1. Águeda Arranz Fernández 2. Miguel Ángel Moreno Valle 3. Miryam Martín López 4. Bernando Velasco Mateos 5. Seila Fernández Fernández 6. Rubén Morán Medina 7. María del Pilar Sánchez Marcos 8. Fándido Cabezas Martínez 9. María Bonilla Manzano 10. José Ángel Martín Valle 11. Miguel Ángel Hernández Martín 12. José María Rosell Bueno, Noelia María Casado Pérez y Antonio Cruz Fernández Candidatura de UPyD en la provincia de Segovia1. Francisco Javier Rodríguez Recio 2. Juan Luis López Fragoso 3. Cristina Rodríguez Martín 4. María Josefa García Orejana 5. Daniel Eduardo Gómez Marqués 6. Ignacio Máximo Avial Escobar 7. María del Socorro Cuesta Rodríguez Suplentes: David Callejo Gómez, Roberto Moreno López y María del Socorro Cuesta Rodríguez Candidatura de UPyD en la provincia de Soria1. Carlos Martínez Falcón 2. Clotilde Cano Muñoz 3. Mario Díez Rodríguez 4. Ana María Martín Serrano 5. Roberto de Blas Nieto Suplentes: Javier Lorenzo Ferreira, Gloria González Álvarez y Eloy Alejandro Tomé González Candidatura de UPyD en la provincia de Valladolid1. Carolina Martín Palacín 2. Rodrigo Alzaga Marín 3. Cesáreo Hernández Iglesias 4. Ana María Cabero Pérez 5. Pedro García Crespo 6. Juan Antonio Espeso González 7. Ana Teresa Unibaso González 8. Iván Manuel Ron Ron 9. María del Rocío Bernabé Arribas 10. Heliodoro Romero Fernández 11. Natalia Pérez López 12. Fernando de las Heras García 13. María Rocío Garrido Marcos 14. César Toquero Acebes 15. David González García Suplentes: Joaquín Cantalapiedra Velasco, María de las Mercedes Pérz de la Poza y Manuel Ortega Remiro Candidatura de UPyD en la provincia de Zamora1. Fernando Prieto Amigo 2. José Luis Redondo Velasco 3. María Ascensión Gayo Redondo 4. Vega María García González 5. Celestino Luis Pintado Fernando 6. Ana María Mateos Ramos 7. Álvaro Rodríguez Martín Suplentes: María de la O Martín Castaño, Diego Baladrón Ferreras y José Miguel Mateos Ramos                                                            | Carolina Martín Palacín    | 19 597    | 1,44                   | 0                      |
| Candidatura Independiente Ciudadanos de Centro Democrático | Candidatura de CI-CCD en la provincia de Valladolid1. Sofía Mata Presa 2. Félix Antonio Calleja Bolado 3. Nadia González Medina 4. María Cristina Aranda Mateos 5. Fernando Sergio Escudero Velasco 6. María Elena Cienfuegos Macías 7. Jesús Cuadrado González 8. Luis María Martín García 9. Ana María Muñoz Gascón 10. Rebeca Santamaría Torre 11. Salvador Fernández Martín 12. Melecio Olea Martínez 13. Antonio San José Pérez 14. Eva María Medrano Vázquez de Prada 15. Seila Román Tranque Suplentes: Jesús Jaime García García, Ana Belén Blanco Gallo y Alberto Gómez Durántez |                            | 12 748    | 0,94                   | 0                      |
| Vox                                                        | Candidatura de Vox en la provincia de Ávila1. Óscar Aller León 2. Francisco Arenal Cano 3. Margarita Merino del Moral 4. María Almarza Elvira 5. Javier Sánchez Sainz-Pardo 6. María Jesús Sánchez Relova 7. Ángel Fernández Arroyo Suplentes: Marta San Segundo Blázquez, Francisco Javier Almarza Elvilra Candidatura de Vox en la provincia de Burgos1. Santiago Saiz Cerreda 2. Julián Manuel Martín Miranda 3. María Mercedes Herrera Villanueva 4. Félix Lorenzo Martín Moro 5. Pular Bodero Alejandre 6. Alfonso Camarero González 7. Isaac Izquierdo Gómez 8. María del Carmen Sardón Cascajar 9. Carlos Marina Álvarez 10. Sonia Simón Sagredo 11. María Sonsoles Colorado Araujo Suplentes: Javier Martínez Lozano, Teresa Saiz Cerreda y José Antonio Ortega Lara Candidatura de Vox en la provincia de León1. José Carlos Rúa Perandones 2. Fernando Rodríguez Martínez 3. Tania Vázquez Cabaleiro 4. Gregorio García Aller 5. Tania Rubio Nava 6. David Robledo Rodríguez 7. José Antonio Celada Rodríguez 8. María Inés Rodríguez Galán 9. Juan Mamerto González Fuertes 10. Teresa Fernández del Río 11. Joaquín Cuevas Aller 12. Ana Isabel Pastor González 13. Eloy José Rubio de Lamo 14. Verónica Sara Romanillos Rueda 15. Emiliano Santos Álvarez Alonso, Rosario María Carmen González Romero y Antonio López Bouza Candidatura de Vox en la provincia de Salamanca1. María del Carmen García González 2. Javier Rubio Bragado 3. Enrique de Santiago Herrero 4. Manuel González Martín 5. María del Pilar Vaquero Pinto 6. Ángel Luis Hernández Martín 7. Alexander Pérez Gutiérrez 8. María Sheyla Amores Martín 9. María Cristina Hernández Huerta 10. Beatriz Luengo Pérez 11. Jorge Martín Mateos 12. Suplentes: Rosalía Gómez Sánchez, Javier Medina Barbero y Pedro María Martínez Gadea Candidatura de Vox en la provincia de Segovia1. Susana Merino Solana 2. Juan Ramón Ordás Campo 3. Antonio Cid García 4. Juan Quero Monge 5. Sara Junquera Merino 6. Francisco Fernández de la Fuente 7. Ana Belén Martín Casado Suplentes: Esther Núñez Martínez, Juan José Martín Gutiérrez y Andrés Vicente Martínez Candidatura de Vox en la provincia de Valladolid1. Francisco Casares Blas 2. Carmen Martín Sacristán 3. José Javier Velasco Díez 4. Dulce María Blanco Robledano 5. Luis Manuel Santos Martín 6. Pablo Vega Alonso 7. Luis Carlos Parra Rebollo 8. Eneida Urueña Castillo 9. Faustino Jesús Fernández Lanero 10. Rosario Pascual Álvarez 11. Andrés Villate Tellaecehe 12. Amelia Dolores Sanz Chapado 13. José Antonio Gamazo Lorenzo 14. María del Carmen Carazo Huarte 15. José Ignacio Alonso Fernández Suplentes: Alfredo Fernández Martínez, Sofía Margarita Muñoz Casares y María Josefa Marbán Páez | José Carlos Rúa Perandones | 9333      | 0,68                   | 0                      |
| Partido Animalista Contra el Maltrato Animal               | Candidatura del PACMA en la provincia de Ávila1. Marina Martínez Ruiz 2. Alberto Mi Fernández 3. Patricia Miguel Martínez 4. José María Fernando Vicuña Gutiérrez 5. Susana Ramiro Pérez 6. Luis García Hernández 7. María Corbacho Caballero Suplentes: Vicente de la Calle Avezuela, Belinda Mate Mate y Francisco Javier Alonso Palacios Candidatura del PACMA en la provincia de León1. María Luisa Chana Gil 2. Nélida de Andrés Fernández 3. Nuria Alcántara Fernández 4. Julio Valbuena Pajares 5. Daniel García Barata 6. María Natividad Franco Natal 7. Benedicta Álvarez Alonso 8. Susana María Gómez Martín 9. José Luis Moreno Tirado 10. Julio Máximo Llamas Díez 11. Adriana Ramos Álvarez 12. Felipe Blanco Astorgano 13. Ana Castellanos Grande 14. Juan Carlos Quintas Plaza 15. María Ángeles Méndez González, Víctor Soutullo Vilaboa y María Anunciación Martínez Núñez Candidatura del PACMA en la provincia de Salamanca1. Javier Martín Caamaño 2. Raquel Tenorio Cubero 3. Lorena González Jiménez 4. María Rocío Gómez Juanes 5. José María Medina Gómez 6. María Teresa Román Luis 7. Javier Melgosa García 8. Marta Myriam Carrasco Miranda 9. Rafael Merino Delgado 10. Teresa González Montero 11. Agustín Sánchez Mateos Suplentes: María Sánchez Pérez y Juan Carlos Blanco Valera Candidatura del PACMA en la provincia de Segovia1. Ana Beatriz Touriñán Ramos 2. Cristina Gil Mesnes 3. Beatriz Gutiérrez Arranz 4. Ramón Costa Encinas 5. Francisco Martín Corral 6. María Pilar Aznar Arroyo 7. Tomás Enrique González Aznar Suplentes: Arianne Calleja Borrego, Jorge Garcimartín Gozalo y Andrea Matesanz Boullosa Candidatura del PACMA en la provincia de Valladolid1. Luis González Sánchez 2. Emilio García Sánchez 3. Inés Caballero Sánchez 4. Eva María VIña Muñoz 5. Azucena Alsonfo Recio 6. Pablo Díez Rodríguez 7. Rubén Muñoz Lapeña 8. Bárbara Rivas Espina 9. Teresa Sánchez Sánchez 10. Marta Gañán Herrero 11. Diego Fernández Álvarez 12. Humberto Salazar Robles 13. Clara González Martín 14. Vanesa Vázquez Delgado 15. Guiomar Espina Rivas Suplentes: Miguel Ángel Rodríguez Aparicio, Beatriz Alonso Ferrero y Adolfo Bachiller Fernández de los Ríos Candidatura del PACMA en la provincia de Zamora1. Elena Egido Monroy 2. Mirta Regina Alonso Gago 3. Roberto Pérez Domínguez 4. Raquel Díaz Crespo 5. Pablo Martínez Teso 6. Loudres González Martínez 7. Pedro Manuel Ruiz Pérez Suplentes: Blanca Brime Sánchez, Miriam Martínez Alonso y Alejandro Fuertes Gallardo |                            | 7263      | 0,53                   | 0                      |
| Coalición por El Bierzo                                    | Candidatura de CB en la provincia de León1. Pedro Muñoz Fernández 2. Noelia Fernández Saavedra 3. Roberto Leal Cádernas 4. Lorena Vázquez Estévez 5. Ángel Vázquez Jáñez 6. Beatriz Prieto Armesto 7. Manuel Ángel Prieto Díaz 8. María Concepción Martín Fernández 9. José Joaquín González Zabaleta Fernández 10. Paz Fernández Franco 11. Romeo Atahualpa Castillo Vicioso 12. María Carmen Llanes Carpintero 13. Pompilio Antonio Alonso Abella 14. Rebeca Santalla Arias 15. José González Méndez, Elena Díez Gallego y Odonnell Voces Álvarez |                            | 5032      | 0,37                   | 0                      |
| Partido Castellano Tierra Comunera                         | Candidatura de PCAS-TC en la provincia de Burgos1. Óscar Palma Sáiz 2. María del Pilar Gómez Mondino 3. Silvino Angulo Santamaría 4. Santiago Gómez Núñez 5. Rosa María Inmaculada Barredo Arnaiz 6. José Luis Gil Arroyo 7. José Antonio del Olmo Fernández 8. Eva Rentería Quintana 9. María del Carmen Cabrejas Elvira 10. Matías Álamo Pineda 11. Sonia Cuesta Palma Suplentes: María Paloma Pinillos Santamaría, Enrique González Román y Félix Gutiérrez Izarra Candidatura de PCAS-TC en la provincia de León1. Julio Ramón Echazarra San Martín 2. Sonia Lozano Simal 3. Julio Antón Bartolomé 4. María Jesús Pérez Varona 5. Eduardo Plaza Arconada 6. José Vicente de Castro Pérez 7. Celia San Martín Rojo 8 José Baldomero Serna García 9. Evelia Cabezón Moreno 10. José Luis Ortega Aapricio 11. Raúl Maestro Gutiérrez 12. María Isabel Cortés Martín 13. César Benito González 14. Teresa Moreno Fernández 15. Suplentes: Óscar Manuel Rodríguez Hurtado, Doña María Margarita González de Rojas y Rubén Vélez Álvarez Candidatura de PCAS-TC en la provincia de Palencia1. Francisco Javier Arnáiz Fernández 2. María Jesús Maestro Bahíllo 3. Fernando Antolín García 4. Natalia Aroa Olea San José 5. Óscar San Martín Becerril 6. Elda del Amo García 7. José María Díez Montes Suplentes: Juan José Merino Martínez, Natalia Terceño Macho y Raúl Maestro Gutiérrez Candidatura de PCAS-TC en la provincia de Salamanca1. Alberto Vicente Rubio 2. Josefina Araico Santa Cruz 3. Vidal Calzada Arnáiz 4. Encarnación Peñacoba Martín 5. Luis Santamaría Bujedo 6. Benito Calzada Peña 7. Francisco Pablo Bujedo Rodríguez 8. Tomás Martínez González 9. Gretel Chu Ramírez 10. Elena Ruiz Bartolomé 11. María Asunción Peñacoba Martín 12. María Sonia Marcos Naveira, Elena Ruiz Bartolomé y María Asunción Peñacoba Martín Candidatura de PCAS-TC en la provincia de Segovia1. Félix Matesanz Sacristán 2. Mariano Fuente Blanco 3. Beatriz Estebaranz Cubillo 4. María Concepción González Arroyo 5. Carlos Sanz Arranz 6. Diana Danz Herranz 7. Alejandro Plaza Fuentetaja Suplentes: María del Pilar González Arroyo, Alberto Cerezo Regidor y Manuel Alberto Duque Martín Candidatura de PCAS-TC en la provincia de Soria1. Urbano Santos Lacalle 2. María José Hernández Araico 3. María Presentación Peña Pérez 4. Carmelo Merino Sanz 5. Carlos Palma Osúa Suplentes: Mercedes Saíz Pérez, Oskar Santamaría Fernández y María Begoña Calzada Peña Candidatura de PCAS-TC en la provincia de Valladolid1. David Emilio Barajas Galindo 2. Pablo Cano Mielgo 3. Julián Sanz Muñoz 4. María Lourdes Martín de Benito 5. Sara Rincón Bernardos 6. Carlos Antonio Pérez Caamaño 7. Estefanía González García 8. David Sánchez Martín 9. Samuel García Nieto 10. María Yolanda García Borrachero 11. Miguel Ángel García Carreras 12. Julio Carabias González 13. Diego Rodríguez García 14. Ana Belén Mata Álvarez 15. María Teresa Pelayo Díaz Suplentes: Alfonso García González, María Naveira Naveira y Rosa Merillas Esteban Candidatura de PCAS-TC en la provincia de Zamora1. Francisco Javier Antolín Martínez 2. Francisco Javier Gutiérrez Martín 3. María Sagrario Martínez de la Fuente 4. Francisco Pérez González 5. Matilde Caamaño Rodríguez 6. Pedro Antolín Martínez 7. María del Carmen Clemente García Suplentes: José Enrique Marcos Naveira, Laura Martín Pérez y Judit de Haro del Caño |                            | 4504      | 0,33                   | 0                      |
| Ganemos al Fracking Castilla y León                        | Candidatura de GANEMOS AL FRACKING en la provincia de Burgos1. Miguel Ángel Alonso Saiz 2. María Milagros Enríquez de Palacio 3. Ana Isabel López Torre 4. Eva Patricia Martínez Aparicio 5. Pedro Luis García Reyero 6. María Amparo Salinas Fernández 7. Iván Alonso Fernández 8. Blanca Amaya Salazar Murga 9. José Casado Vadillo 10. José María Tajada García 11. Ana Isabel Díez Varona Suplentes: Juan Carlos Alonso Méndez, Nicanor Fernández Fernández y Janett Ortiz Media |                            | 2445      | 0,18                   | 0                      |
| Agrupación de Electores Independientes Zamoranos           | Candidatura de ADEIZA en la provincia de Valladolid1. Clemente Gómez Cabezudo 2. Agustín García Rus 3. Adelaido Obregón San Miguel 4. Ana Isabel Martín Viñas 5. Virginia Valdés Rodríguez 6. Lorenzo Calleja Crespo 7. Jacinto Javier Acevedo López 8. Mónico Arriero Calvo 9. Isidro Barroso Alonso 10. Margarita Salinas Hidalgo 11. José Manuel Gómez Fernández 12. María Díez Pardal 13. Luis Manuel Salvador Bueno 14. María José Viñas Bailón 15. Ana Alonso Sánchez Suplentes: Juan Prieto Rodríguez, María del Tránsito Rivera Lucas y José Pablo Ramos Sánchez Candidatura de ADEIZA en la provincia de Zamora1. Alberto José Llamas Díez 2. Ignacio Delgado Pérez 3. Olvido García Bartolomé 4. Joaquín Fernández de Anta 5. María Teresa Codesal Bolo 6. Ángel Gabriel González Rodríguez 7. María Ascensión Rodríguez Calvo Suplentes: Francisco Sánchez Gallego, Aida Macías Codesal y Enrique Alfonso Rodríguez García |                            | 2380      | 0,17                   | 0                      |
| Ahora Decide Alternativa Socialista                        | Candidatura de AHORA DECIDE/AS en la provincia de Zamora1. José Luis Ferrero Sandín 2. María Begoña Sánchez Giraldo 3. José Martín Pérez 4. María Isabel Perero Llamas 5. José Rodríguez Ballesteros 6. Patricia López Uña 7. Diego Fernando Gallego Olea Suplentes: Elsina Fernández García, Juan Jesús Gallego Muñoz y María Mercedes Alejandro Moreno |                            | 2285      | 0,17                   | 0                      |
| Partido Autonomista Leonés Unidad Leonesista               | Candidatura de PAL-UL en la provincia de León1. Dionisio Rodríguez Alonso 2. Carlos Ángel Fernández Pascual 3. Marcelina Gómez Martínez 4. Ana Belén Cortés Vega 5. Miguel Ángel Díez Cano 6. Alba Castellanos Arroyo 7. Mario Villamuera Martínez 8. Tamara Rodríguez Delgado 9. Alberto González Alonso 10. Ana María Fernández Caurel 11. Diego Cuesta Álvarez 12. Yolanda Esther Antolín Otero 13. Alberto Cano González 14. Luz Marisa Rodríguez Valle Suplentes: Marcelino Prieto Olivera, Natividad Miguel Hernández y María Elena Aguado Martínez |                            | 1963      | 0,14                   | 0                      |
| Falange Española de las JONS                               | Candidatura de FE de las JONS en la provincia de Ávila1. José María Jiménez Hernández 2. José Luis Moreno Parrondo 3. Anastasio Rodríguez Martín 4. María Cristina Lorenzo Pau 5. María Olivia Orozco Gaviria 6. Manuel García Jiménez 7. Jesusa Sanz Sanz Suplentes: Marcos Jiménez Rivera, Francisco Javier Sanz Méndez y Alicia Nestares Gazol Candidatura de FE de las JONS en la provincia de Palencia1. Julio César de Alaiz Martínez 2. José María Reguera González 3. Patrocinio Castañeda Martín 4. Amada Martínez Manovel 5. María Begoña Pérez Pérez 6. Adrián González Ruiz 7. Antonia García Herrero Suplentes: Luis Miguel Pérez González, Guillermo Santalices Perandones y Martina Palacios Rebollo Candidatura de FE de las JONS en la provincia de Segovia1. Jairo Rincón Anaya 2. Fernando Rodríguez Mayo 3. Juan Manuel de la Serna Lorenzo 4. María Teresa Margarita de Alaiz Ruiz 5. Marta de Alaiz Chillón 6. José Manuel Yagüe Díez 7. Isabel González Izquierdo Suplentes: Plácido Cortés Navarro, Luis Ángel Ruiz Peradejordi, María Concepción Sanz Sanz Candidatura de FE de las JONS en la provincia de Valladolid1. Iván García Vázquez 2. Óscar Sánchez Rico 3. Luis Francisco Agúndez Gómez 4. María Felicidad Gómez Garrido 5. Josefa Lucía Rosario Pérez Moreno 6. Andrés Barrera Bayón 7. Daniel Miguel Sevillano 8. Jorge Jaime Galicia Lorenzo 9. Ana María García Gómez 10. María Victoria González Ordax 11. Francisco Javier del Campo Velasco 12. Abel Aguado Román 13. Luis Fernando Rodríguez Coméndez 14. Concepción Rico Guzmán 15. Elena Antolín Piñán Suplentes: Emérita Lázaro García, José Antonio Pérez Pérez y Rosa del Pilar Campodónico Silva |                            | 1779      | 0,13                   | 0                      |
| Ciudadanos Rurales Agrupados                               | Candidatura de CRA en la provincia de León1. Gaspar Miguel Cuervo Carro 2. Abilio Marcos de la Mata 3. María Isabel de la Iglesia López 4. Antonio Jorge Navado Escandón 5. Estefanía Álvarez Sánchez 6. Carlos Abajo Ares 7. Diego Simón Chana 8. María Elena Huerga Pimentel 9. María Teresa Alonso Infante 10. José Javier Pacheco Sanz 11. Fernando Moreno Cob 12. María Nieves García Alegre 13. Jorge Falagán Santos 14. María Visitación Ferreras Díez Suplentes: Rita de Cacia Borges de Oliveira, Santiago García Morilla y Rubén González Carracedo |                            | 1698      | 0,12                   | 0                      |
| Partido Comunista de los Pueblos de España                 | Candidatura del PCPE en la provincia de Burgos1. Álvaro Calle Carranza 2. Alejandro Porres Sevilla 3. Andrea Rodríguez Sereno 4. Begoña Casasola Peñín 5. Carlos Presa Irazabal 6. Urko Pestaña Ortiz 7. David Arranz Gutiérrez 8. Ester Cubero Suárez 9. Beatriz Massot López 10. Daniel Madrid Álvaro 11. María Dolores López Santamarina Suplentes: Jorge Hernán Villalba López, Martín González López y Silvia Peña Maestro Candidatura del PCPE en la provincia de León1. Ezequiel Blanco López 2. Pedro Gómez García 3. Cristina Pérez Fernández 4. Julia Cubero Suárez 5. Adrián Fernández Gancedo 6. David García Valcarce 7. Jesús David Redondo Martínez 8. Estrella Almazán Pardo 9. Andrea María Gago Sousa 10. David Guzmán Pernía GOnzález 11. Joaquín Rodrigo Vilumbrales García 12. Sara Gómez García 13. David Sánchez Fernández 14. Mercedes Fernández Arias Suplentes: Tomás Reyes Ferreras, Felícita Santamarina Pérez y Andrés Mayorga Morencia Candidatura del PCPE en la provincia de Salamanca1. Mario López Pascua 2. Ismael Pascuas Mangas 3. Alberto Cabrero Calvo 4. Estrella Alonso Almazán 5. Marta Auxiliadora Alcón Hernández 6. Sergio Álvarez Hernández 7. Víctor Lozano Mateo 8. Javier Lobo Otero 9. Marina Gómez Gutiérrez 10. Tamara Modrego Merino 11. Diana Agudiez Calvo Suplentes: Aitor Vega García |                            | 1408      | 0,10                   | 0                      |
| Partido Regionalista del País Leonés                       | Candidatura del PREPAL en la provincia de León1. Juventino Reguera Baños... 2. Miguel Ángel García Fidalgo 3. Rosa María Carrillo García. 4. María Oliva Álvarez Pérez 5. Manuel Matilla Pérez 6. María José Panero Fuertes 7. José Cayetano Rodríguez de Castro 8. María Montserrat García Llamazares 9. Ignacio Martínez Ordóñez 10. Ana María Llamazares 11. Santos Benavides González 12. María Inés Ríos Ríos 13. Antonio Agustín Robles Alonso 14. Cristina Berciano Benítez Suplentes. César Corral González, Ana Isabel Benítez Bardal y José María Robles Rodríguez Candidatura de PREPAL en la provincia de Salamanca1. José Benito Mateos Pascual 2. Rafael Diego Núñez 3. Juan Manuel Andrés López 4. Crescencie Pérez García 5. Isabel Rodríguez Gómez 6. Carlos Curto Palomero 7. Isaura Martín Galán 8. Santiago Sánchez Panadero 9. Encarnación Mejías Padial 10. Trinidad Núñez Jiménez 11. Nemesio Sánchez Hernández Suplentes: María del Pilar Galán Boyero, Emiliano Alonso Seijas y María Asunción Sevillano Mayo Candidatura del PREPAL en la provincia de Zamora1. Francisco Iglesias Carreño 2. José Miguel Trufero Barrios 3. María Paz Fernández VIllar 4. Miguel Ángel López Valle 5. Tereesita Loreto Álvarez Pérez 6. Josefa González Centeno 7. Eduardo Ramos Hernández Suplentes: Luisa Pérez Pastor, Marta Jambrina Galán y Roberto Expósito Largo |                            | 1374      | 0,10                   | 0                      |
| Solidaridad y Autogestión Internacionalista                | Candidatura de SAIn en la provincia de Burgos1. Francisco Sandalio Rey Alamillo 2. Laura Pérez Martín 3. Germán López Castro 4. Paula Vegas Hernández 5. María Belén Marijuán Izquierdo 6. Jorge Lara Izquierdo 7. Carmen María Durántez Areños 8. Rodrigo del Pozo Fernández 9. Ángel Luis Pérez Garrote 10. Hilda Vizarro Taipe 11. María de la Concepción Martín Fuertes Suplentes: Luis Felipe Ruiz Pereda, María Olga Milagros Meneses Sáez y Alberto González Arnáiz Candidatura de SAIn en la provincia de Valladolid1. María Pilar Alejos Pola 2. Ana María Sánchez Velasco 3. Francico Javier Arranz Ballesteros 4. Hilda Cantarín Díaz 5. Javier Marijuán Izquierdo 6. Ana María Cuevas Reoyo 7. Diego Velicia Miranda 8. José María Santos Rodríguez 9. Mirian Almudena Miguélez Medina 10. José Antonio Montes Pose 11. María Isabel García Blas 12. Rafael Astorga Fernández 13. María Jesús Herrero García 14. Miguel Velasco Álvarez 15. María Soraya Caballero Gañán Suplentes: Francisco Javier Gómez Sanz, María Prieto Vidal y Esther Mateo Gañán |                            | 973       | 0,07                   | 0                      |
| Partido por la Libertad con las Manos Limpias              | Candidatura PXL-Con las Manos Limpias en la provincia de Burgos1. José Ramón Hernández García 2. Mónica Álvarez Ibáñez 3. Rafael Rodrigo Santos Pérez 4. José Luis García Serrano 5. Sofía Martín Rodríguez 6. Jesús Cantero Pinto 7. José Manuel López Araus 8. Rosario Dominica Chicote García 9. Manuela Pérez Méndez 10. Juan Francisco González Cid 11. Ana Herrero Peña Suplentes: Gonzalo Pedrosa Pérez, Judit Miguel Gutiérrez y Eduardo Sáez Esteban |                            | 934       | 0,07                   | 0                      |
| Democracia Nacional                                        | Candidatura de DN en la provincia de León1. Ignacio Casado López 2. Bruno Carlos Alonso Vidal 3. María de las Mercedes Gago Mozo 4. Jenifer Núñez Cobo 5. Victoriano Manso Pintado 6. Eduardo García Díez 7. Jorge Javier Viñas Morodo 8. Alfonso Álvarez Álvarez 9. Teresa de Jesús Ortega Jiménez 10. Paloma Arconada Segura 11. Juan Carlos Manso Pintado 12. Roberto Pérez García 13. Cristina Llorente Millán 14. María de los Ángeles Pascual Sevillano Suplentes: Félix Fermín Rodríguez Villafañe, Yolanda García Hernández y Jesús Porto Ormazabal Candidatura de DN en la provincia de Valladolid1. Patricia García Villa 2. Oliver Nistal Calzón 3. José Luis Arranz Arranz 4. Laura Gallardo Marinero 5. José Gabriel Simón Mayo 6. Jezabel Redondo Rodríguez 7. Alberto Quintana Sastre 8. Encarnación Gómez Andrés 9. Jonatan Casero Maestro 10. Francisco Javier Feria Canas 11. María Yolanda Rodríguez Pérez 12. José David Cea Zarzosa 13. Isabel Villar Alonso 14. Óscar García Redondo 15. Fernando Chacón Pición Suplentes: María de las Mercedes Velasco Piserra, Francisco Javier Arranz Arranz y María Concepción Lemus Sánchez |                            | 896       | 0,07                   | 0                      |
| Partido Segoviano Democrático Español                      | Candidatura de PSeDE en la provincia de Segovia1. Juan Antonio Suárez del Pozo 2. María Ángeles Alonso Benito 3. Mauro Enrique Martín Nava 4. Félix José Santiuste Pérez 5. Carmen Antón González 6. Álvaro Martínez Ruano 7. María Inmaculada Herráez Chanes Suplentes: Fernando Arturo Seisdedos Reimondez, Isabel Osuna Alcaide y Ariadna Martín Tardón |                            | 874       | 0,06                   | 0                      |
| Democracia Regionalista de Castilla y León                 | Candidatura de DRCyL en la provincia de Palencia1. José Luis García Cancio 2. María Cristina Franco Beltrán 3. Patricia Atienza Merino 4. Juan José Martínez Campo 5. María Alba Salvador 6. Noelia González Morales 7. José Félix Guerra Acosta Suplentes: Ángel Ortega Pérez, María González del Moral y Rubén Granado Pascual Candidatura de DRe en la provincia de León1. Tomás Francisco Arconada Villar 2. José María Zubieta Collada 3. Mikel Villar Domínguez 4. Nadia Gotti Pardo 5. Esmeralda López García 6. Javier Parra Rico 7. Roberto Carlos Arce Simón 8. Roberto Fuentes Prieto 9. Verónica Fuentes Simón 10. Aida Gutiérrez Berciano 11. Javier Martínez Fernández 12. Jonathan Morán Suárez 13. Luzdivina Villar Calvete 14. Rosario Álvarez García Suplentes: María del Carmen Fernández Díez, David Villar Sanz y María Antonia Feito García Candidatura de DRCyL en la provincia de Valladolid1. José Ignacio Moratinos Delgado 2. José María Sigüenza Puertas 3. Pablo García Cubero 4. María Lourdes García Cela 5. María Carmen Muñoz Talavera 6. Marcelino Gonzalo Piedrahíta 7. Eladio Izquierdo Caballero 8. Daniel López Álvarez 9. Lorena Moratinos Delgado 10. María Pilar Navarro Gómez 11. José Ángel Castro Domínguez 12. Iván Izquierdo Arroyo 13. Iluminado Sanz Rodríguez 14. Juliana Delgado Arranz 15. Sandra Redondo Antolín Suplentes: Sergio López Gómez, María García de Lozar y Felisa Sanz Vaca |                            | 848       | 0,06                   | 0                      |
| Ciudadanos Libres Unidos                                   | Candidatura de CILUS en la provincia de Valladolid1. Rafael de Rueda Fernández 2. Julio García Álvarez 3. Francisco Rodríguez Medina 4. Patricia Zurita Tatxe 5. Carmen Rodríguez Medina 6. Alfonso Casado Pérez 7. Paz Rodríguez Medina 8. María Luisa Pablo Blanco Lozano 9. Antonio de Frutos Soto 10. Esther Rodríguez Medina 11. Isela Martín Navarro 12. Ana María Tristán Riol 13. Ana Isabel Jiménez del Bianco 14. Francisco Rodríguez Crespo 15. José María Pérez Álvarez Suplentes: Carmen Medina Martínez, Luis Mariano Conde Arroyo y Martín Castaño Blanco |                            | 742       | 0,05                   | 0                      |
| Partido Regionalista de El Bierzo                          | Candidatura del PRB en la provincia de León1. Tarsicio Carballo Gallardo 2. María Arias Merayo 3. Guillermo Barrio Pallá 4. Altagracia Jovanny Guerrero Guerrero 5. María Rosa Vega Blanco 6. Antonio Gallardo Vuelta 7. Eva Carrera González 8. José Luis Rigüela Rodríguez 9. Verónica Rico Silvoso 10. Tomás Díez Agundez 11. Paula Crespo Filgueira 12. Belarmino Panizo Panizo 13. Marta Álvarez Castillo 14. Manuel Raposo Rodríguez 15. Suplentes: Janiere Gómez González, Óscar González Arias y María Isabel Panizo Panizo |                            | 732       | 0,05                   | 0                      |
| Cives                                                      | Candidatura de CIVES en la provincia de Zamora1. Marcos Alonso Alonso 2. Iván García Valdunciel 3. Luis Fernando García Viejo 4. Laura Hernández Laso 5. María Asunción Santos de Castro 6. Ángel Casaseca Martín 7. María del Mar Baranda Domíngues Suplentes: Florentino Montero Delgado, Ana María Morrillo Sánchez y Luis Queipo Macías |                            | 628       | 0,05                   | 0                      |
| Escaños en Blanco                                          | Candidatura de EB en la provincia de Palencia1. Mario Barcenilla Gonzalo 2. Audelina Álvarez González 3. Manuel Álvarez Calvo 4. Elena Sánchez Cuadrado 5. Miguel Merino Colmenero 6. Nieves López Otero 7. Cristian Álvarez López Suplentes: Miguel Ángel Pérez Fernández, Leticia Fernández Fernández y Alberto Arroyo Redondo |                            | 348       | 0,03                   | 0                      |
| Votos en blanco                                            | Votos en blanco | Votos en blanco            | 33 274    | 1,10%                  | N/A                    |
| Votos válidos                                              | Votos válidos | Votos válidos              | 1 363 055 | 100,00%                | 84                     |
| Votos nulos                                                | Votos nulos | Votos nulos                | 28 742    | Participación: 64,87 % | Participación: 64,87 % |
| Votantes                                                   | Votantes | Votantes                   | 1 391 797 | Participación: 64,87 % | Participación: 64,87 % |
| Electores                                                  | Electores | Electores                  | 2 145 628 | Participación: 64,87 % | Participación: 64,87 % |

## Elección e investidura del Presidente
Las votaciones para la investidura del Presidente de Castilla y León en las Cortes autonómicas tuvieron el siguiente resultado:
| Candidato                 | Fecha                                                            | Voto       |    |    |    |   |   | UPL | Total |
| ------------------------- | ---------------------------------------------------------------- | ---------- | -- | -- | -- | - | - | --- | ----- |
| Juan Vicente Herrera (PP) | 3 de julio de 2015 (10:30 h) Mayoría requerida: Absoluta (43/84) | Sí         | 42 |    |    |   |   |     | 42/84 |
| Juan Vicente Herrera (PP) | 3 de julio de 2015 (10:30 h) Mayoría requerida: Absoluta (43/84) | No         |    | 25 | 10 |   | 1 | 1   | 37/84 |
| Juan Vicente Herrera (PP) | 3 de julio de 2015 (10:30 h) Mayoría requerida: Absoluta (43/84) | Abstención |    |    |    | 5 |   |     | 5/84  |
| Juan Vicente Herrera (PP) | 3 de julio de 2015 (11:20 h) Mayoría requerida: Simple           | Sí         | 42 |    |    |   |   |     | 42/84 |
| Juan Vicente Herrera (PP) | 3 de julio de 2015 (11:20 h) Mayoría requerida: Simple           | No         |    | 25 | 10 |   | 1 | 1   | 37/84 |
| Juan Vicente Herrera (PP) | 3 de julio de 2015 (11:20 h) Mayoría requerida: Simple           | Abstención |    |    |    | 5 |   |     | 5/84  |